# 隅田川野外上映会
隅田川野外上映会（すみだがわやがいじょうえいかい）は、2012年9月29日〜30日、10月6日〜7日に隅田川テラスで行われた野外上映会である。映画上映だけでなく、遊歩道のお散歩、吹奏楽団による演奏、映画撮影パフォーマンスなどが行われた。なお、9月30日は台風のため中止となった。

## 上映作品
- 『はじまり』（濱口竜介監督）
- 『あとのまつり』（瀬田なつき監督）
- 『少年と町』（小林達夫監督）
- 『お姉ちゃんとウキウキ隅田川』（高野徹監督）